# Rand Ravich
Rand Ravich (* 20. Jahrhundert) ist ein US-amerikanischer Drehbuchautor.

## Leben
Er besuchte die Arthur L. Johnson Regional High School, machte seinen Abschluss jedoch an der kleinen jüdischen Tagesschule „Solomon Schecter“, bevor er das Haverford College in Pennsylvania besuchte. Er machte seinen Abschluss in Philosophie, studierte mit Richard J. Bernstein, Aryeh Kosman und Paul Desjardins (Professor Desjardins Name sowie viele andere Referenzen auf Haverford tauchen öfters in NBCs „Life“ auf). Wahrscheinlich am wichtigsten ist die Beobachtung, dass Rand dort von Professor Bob Butman unter die Fittiche genommen wurde, der Rands kreativen Interessen förderte und ihm so zu einer Karriere als Drehbuchautor verhalf. Auf Haverford folgte die Graduate School an der University of California, Los Angeles.
Er schrieb die Fortsetzung zu Candyman’s Fluch, Candyman 2 – Die Blutrache (1995) und den Film Der Macher (1997).
Er schrieb auch das Drehbuch und führte Regie bei dem Science-Fiction-Thriller Die Frau des Astronauten mit Johnny Depp und Charlize Theron, der 1999 in der Kategorie „Bester Film“ beim Catalonian International Film Festival gewann. Ravich ist der Schöpfer der Fernsehserien Life (2007–2009), Crisis (2014) und Second Chance (2016). Bei diesen Serien war er auch als Executive Producer tätig.

## Filmografie (Auswahl)
- 1995: Candyman 2 – Die Blutrache (Candyman: Farewell to the Flesh)
- 1997: Der Macher (The Maker)
- 1999: The Astronaut’s Wife – Das Böse hat ein neues Gesicht (The Astronaut’s Wife, + Regie)
- 2007–2009: Life (Fernsehserie, 15 Folgen)
- 2010: Edgar Floats
- 2014: Crisis (Fernsehserie, 5 Folgen)
- 2016: Second Chance (Fernsehserie, 3 Folgen)
- 2024: The Killer’s Game